# 한국기독교철학회

한국기독교철학회(The Society of Christian Philosophers in Korea)는 1998년 4월 25일(토) 서강대학교 다산관 304호에서 회원 20여명이 참석한 가운데 창립되었다. 창립 총회에서 회칙을 제정하였고 초대 회장에 손봉호 교수(서울대학교)를 선출하였다. 철학뿐만 아니라 기독교적 관점에서 인공지능과 윤리와 경제등 다양한 주제들에 대하여 연구와 발표를 하고있다. 현재 8대 회장은 백석대학교 이경직 박사이다. 출판물로 『하나님을 사랑한 철학자 9인』(서울:IVP, 2005)이 있으며 회원학자들이 다양한 학술발표회를 가지고 있다. 학술지『기독교철학』이 년 2회 발행되고있다.

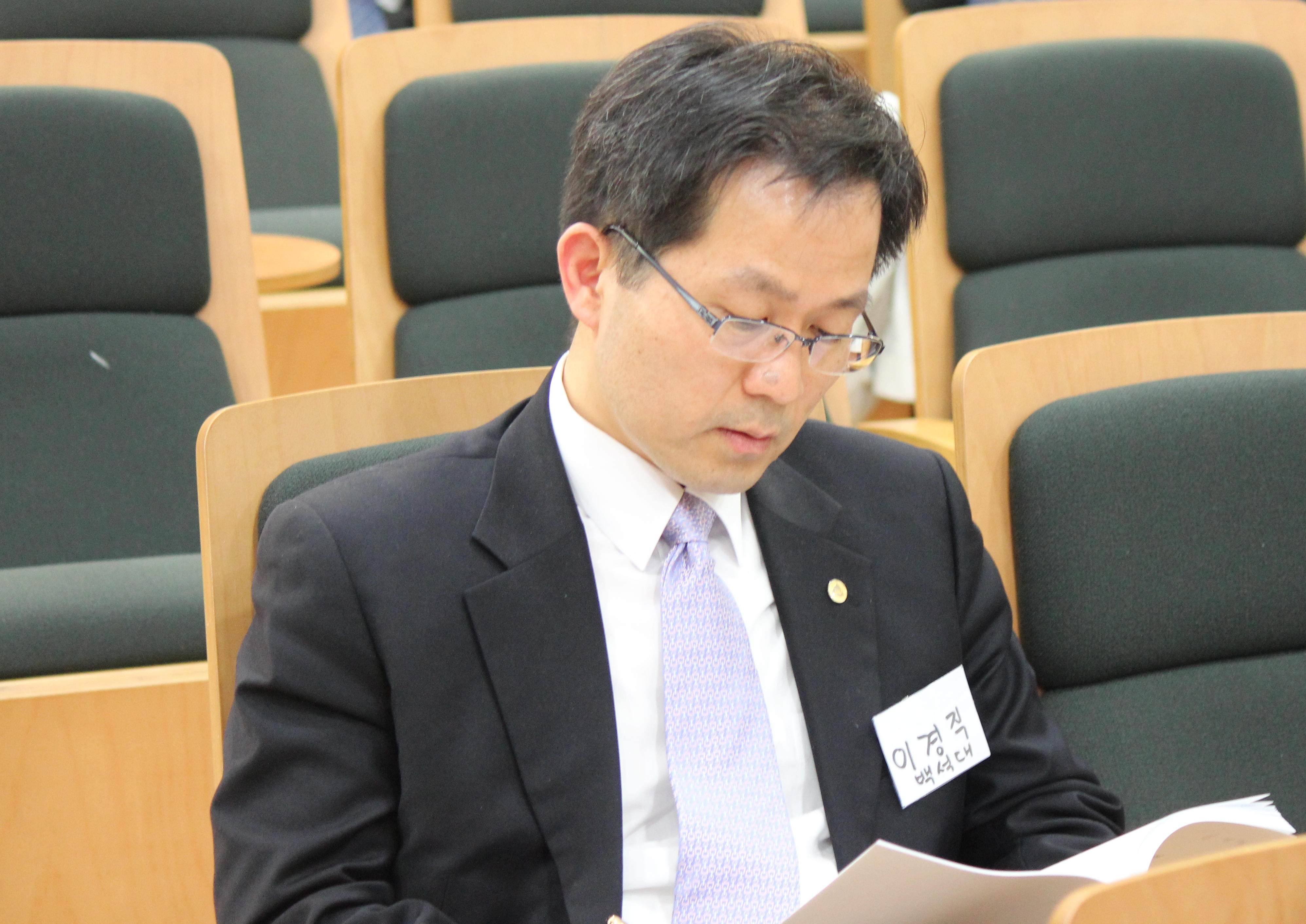
기독교철학회 전 회장 백석대학교 이경직 교수, 2013년 5월 4일(성결대학교)

## 임원
- 회장: 최태연(백석대학교)
- 감사: 김유신(부산대학교), 최용준(한동대학교)
- 차기 회장: 장호광(안양대학교)
- 부회장: 최태연(백석대학교)
- 총무 이사: 최한빈(백석대학교)
- 편집 이사: 문영식(숭실대학교)
- 연구 이사: 양성만(전주우석대학교)
- 기획 이사: 이경재(백석대학교)
- 출판 이사: 신국원(총신대학교)
- 정보 이사: 오유석(백석대학교)
- 재무 이사: 박성은(백석문화대학교)
- 협동총무 이사: 조영호(안양대학교)

### 증경회장
- 손봉호
- 김영한
- 김성진
- 강영안
- 신상형(안동대학교)
- 강학순(안양대학교)
- 박창균(서경대학교)
- 이경직 (백석대학교)

## 출판물
『하나님을 사랑한 철학자 9인』(서울:IVP, 2005)

## 학회지
학술지『기독교철학』(Journal of Christian Philosophy)를 연 2회(6월 30일, 12월 30일) 정시 발간한다.
- 편집이사: 문영식 교수(숭실대)

## 같이 보기
- 미국 기독교철학회
- 한국철학회
- 손봉호
- 강영안
- 신국원
- 김영한 (교수)
- 한국개혁신학회